# Philosophie Magazine
Philosophie Magazine és una revista mensual de filosofia, publicada a França per la societat Philo Éditions.

## Història
Fundada el 2006 i publicada bimensualment en el seu primer any de funcionament, la revista - que reclama la seva independència respecte de qualsevol escola particular de pensament - s'ha proposat la tasca de "fer accessible la filosofia a un públic curiós i culte, però no iniciats" i "ofereix una mirada filosòfica al món contemporani en les seves dimensions (política, societat, ciències, arts ...)".
Està disponible per subscripció o bé al quiosc a 12.000 punts de venda a Europa i el Canadà.
A l'abril de 2010, la revista va estar venent 47.000 exemplars cada mes i va guanyar el Premi Syndicat de la presse magazine et d'information com a "Revista de l'Any" i la millor revista de la categoria "Cultura i descobriments".
La revista Philosophie Magazine adopta un enfocament popular de popularització pel seu eclecticisme.
El 2015, el seu preu és de €2,50 unitat.

## Tirada i difusió
| Anys                        | 2010   | 2011   | 2012   | 2013   | 2014   |
| --------------------------- | ------ | ------ | ------ | ------ | ------ |
| Tiratge                     | 87.231 | 91.837 | 89.676 | 93.969 | 90.723 |
| Difusió de pagament a Fança | 45.790 | 45.831 | 45.118 | 47.922 | 47.105 |
| Difusió total               | 53.040 | 53.188 | 53.489 | 58.823 | 56.556 |